# Daniele Manin
Daniele Manin, född den 13 maj 1804 i Venedig, död den 22 september 1857 i Paris, var en italiensk patriot, sonson till en till kristendomen omvänd jude, som utbytt sitt förra namn Fonseca mot Manin efter sin gudfader vid dopet, en bror till Luigi Manin, Venedigs siste doge. 
Manin studerade i Padua och började efter avlagd doktorsgrad utöva advokatyrket i sin hemstad. Varmt nitälskande för Lombardiet-Venetiens frigörelse från det österrikiska väldet, ville han inte genom deltagande i hemliga sammansvärjningar, utan så vitt möjligt genom lagliga medel nå sitt mål. 

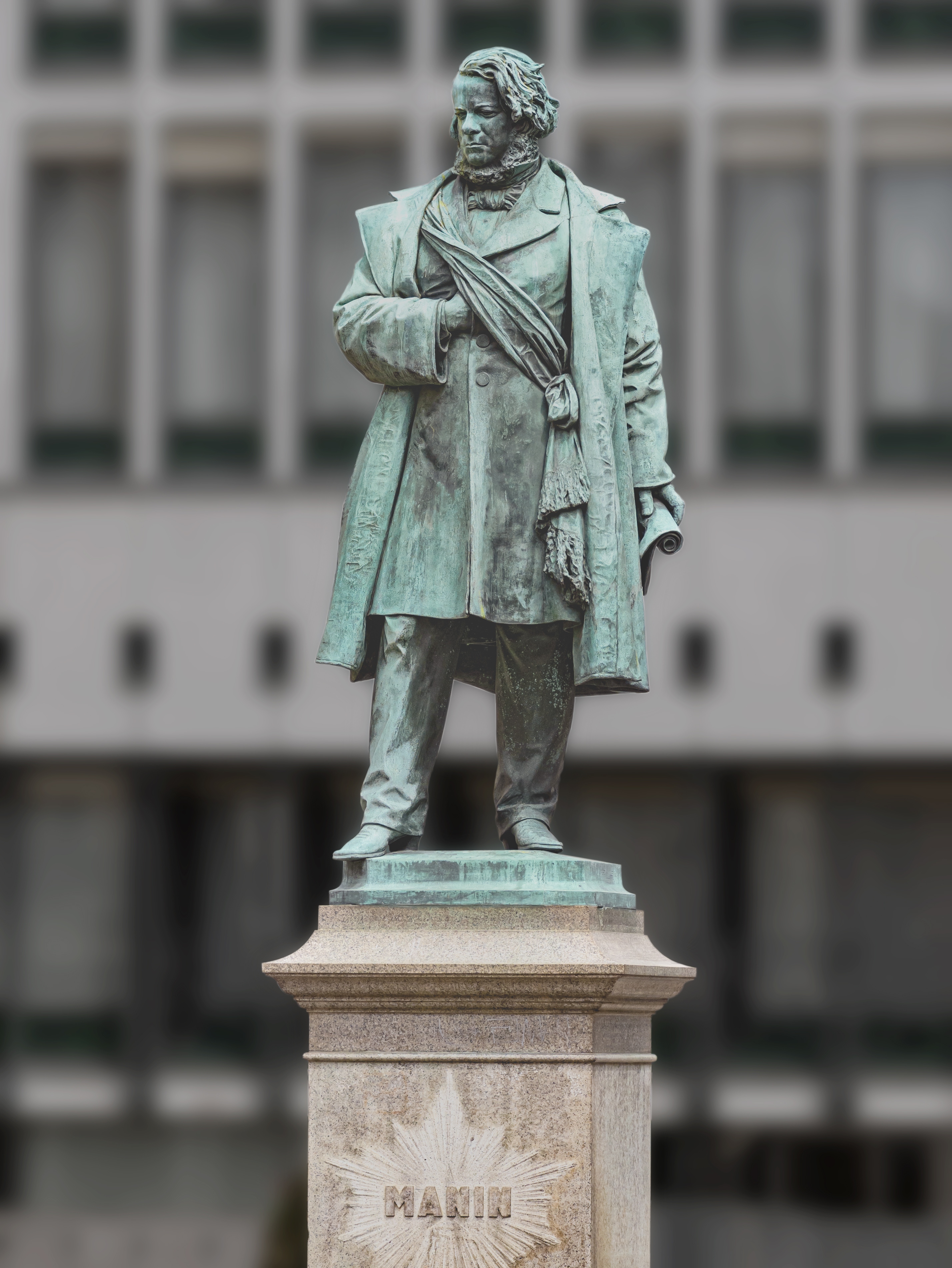
Monument över Manin i Venedig av Luigi Borro.

Han stiftade sällskapet Società italiana, som skulle verka för folkets höjande i politiskt hänseende, och då de italienska enhets- och frihetssträfvandena 1847 började ge sig luft, sökte han genom en petition förmå österrikiska regeringen att ge det lombardisk-venetianska kungariket en självständig ställning. 
Petitionen hade emellertid blott till följd, att Manin häktades (den 18 januari 1848). Vid underrättelsen om, att uppror utbrutit i Milano, nödgade befolkningen den österrikiske guvernören att frige honom, den 17 mars samma år, och fem dagar senare följde Venedigs befolkning med Manin i spetsen Milanos exempel. 
De österrikiska trupperna nödgades utrymma staden, och den 23 mars utropades den venetianska republiken samt tillsattes en provisorisk regering med Manin som president. Han utsågs den 11 augusti till diktator. Med beundransvärd kraft försvarade Manin Venedig mot de belägrande österrikarna. 
Han nödgades - sedan kolera utbrutit i staden, förråden av ammunition och livsmedel nästan tagit slut samt österrikiska batterier börjat bombardera staden - omsider kapitulera, den 24 augusti 1849. Tre dagar senare gick Manin i landsflykt. 
Han uppehöll sig under sin återstående levnad som språklärare och litteratör i Paris, där han var den italienska emigrantkoloniens ledare och genom grundandet av Società Nazionale italiana sökte främja den italienska enhetstankens förverkligande under den piemontesiska kungaättens ledning. 
När 1866 års krig gjort slut på Österrikes herravälde i Italien, skyndade Manins landsmän att bringa sin hyllning åt den ädle patriotens minne. Hans stoft fördes 1868 till det befriade Venedig, och monument restes över Manin både där, i Turin och på Monte Pincio i Rom.